# Костеђола (Верона)
Костеђола је насеље у Италији у округу Верона, региону Венето.
Према процени из 2011. у насељу је живело 267 становника. Насеље се налази на надморској висини од 277 м.